# Pro Caelio

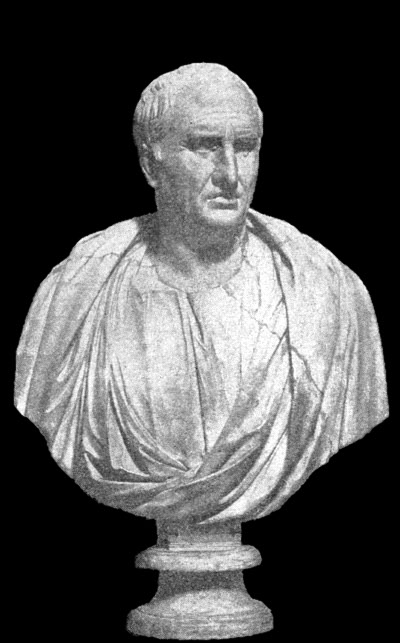
Bust de Ciceró, al voltant dels seixanta anys.

Pro Caelio o En defensa de Marc Celi és un discurs de Ciceró que va pronunciar el 4 d'abril de l'any 56 aC, després del seu retorn de l'exili.

## Context
Ciceró havia tornat del seu desterrament a Roma el 4 de setembre de l’any 57 aC.
Celi era un jove distingit que havia estat educat sota la tutela de Ciceró i Cras. Abans de tenir l'edat per exercir càrrecs públics, ja havia destacat en dues acusacions i va aconseguir l'èxit com a orador entre els anys 66 i 63 aC, encara que va ser atret cap a la causa de Catilina, la qual cosa va comportar, malgrat que va estar al marge de la conspiració, el deteriorament de la seva reputació. Aquestes acusacions van ser una de l’any 63 aC contra Gai Antoni Híbrida per conspirar contra la república, després de la qual es va traslladar al Palatí pagant un lloguer a Clodi, germà de Clòdia, amb la qual va mantenir una relació de dos anys; i una altra per suborn contra Luci Atratí, el fill homònim del qual el va acusar de violar les lleis de vi o d'actuació violenta.
L’acusació comprenia diferents punts: haver promogut a Nàpols unes sedicions contra l'estat, haver posat la mà als béns de Palla, haver expulsat els ambaixadors egipcis de Pozzuoli i haver assassinat el seu cap Dió d’Alexandria, i haver intentat enverinar Clòdia, la vídua de Quint Cecili Metel Cèler i un clar exemple de matrona culta que ha passat a la posteritat com a amant del poeta Catul.

## Defensa
En la seva defensa van participar Cras, el mateix Celi i Ciceró, a qui li va quedar reservada la part de la defensa contra l'acusació d'assassinat de Dió d'Alexandria i de l'enverinament de Clòdia.
El fet que Ciceró passés de defensar els valors tradicionals de la república a defensar la causa d'un jove irresponsable era conseqüència de l'adequació del seu discurs a unes circumstàncies, de manera que no havia d'estar necessàriament d'acord amb les idees exposades en la defensa, sinó que la falta de proves i de testimonis era recompensada gràcies a la seva audàcia i estil.

## Estructura

### Exordi (§§ 1-2)
Ciceró explica el seu pla d'acció. Tracta de fer una captatio benevolentiae vers el jurat, que va ser cridat a presentar-se en un dia de celebració pública. Ciceró afirma que Celi no ha comès cap falta contra la llei invocada, sinó que Clòdia vol venjar-se atacant-lo. Atratí també l'acusa a causa del rancor per l'acusació contra el seu pare.

### Premonició (§§ 3-50)
És la segona part del discurs, encara que era habitual que la part següent fos la narració o l'explicació dels fets. Això li és útil per a cridar l'atenció sobre les insinuacions fetes per l'acusació, que Ciceró refuta en els §§ 3-24 i intenten enterbolir el caràcter de Celi. En els §§ 25-30, Ciceró deixa de banda Atratí i passa a Herenni, el discurs del qual havia impressionat al jurat i a l'orador per la reprovació del comportament de Celi. La resta de la premonició (§§ 30-50) va consistir a netejar el nom de l'acusat a causa de la relació que havia mantingut amb Clòdia.

### Defensa (§§ 37-50)
Ciceró comença la defensa de Celi dins de la premonició, introduint un recurs propi de la comèdia romana, que consisteix a presentar dos pares de formes divergents, per tal de poder extrapolar-ho a la situació de Celi, malgrat la seva joventut, i negar que el seu client hagi comès cap comportament impropi d'un ciutadà romà. En els §§ 39-50 hi ha la reflexió moral de Ciceró respecte a la defensa de Celi.

### Argumentació (§§ 51-69)
L'argumentació té dues parts: en la primera (§§ 51-55), Ciceró explica que Clòdia suposadament va deixar uns ornaments d'or a Celi perquè els invertís en els jocs que aquest havia organitzat, sense testimonis presents ni amb l'acord de tornar-se'ls, i que es deia que Celi els havia utilitzat per a subornar uns esclaus perquè matessin Dió, que era l'hoste del seu patró. Llavors, Ciceró al·lega que Clòdia coneixia el propòsit de Celi quan li va oferir l'or o bé que no l'hi havia donat. Es va llegir la declaració de L. Luccei, ja que va allotjar Dió quan el van atacar.
En la segona part de l'argumentació (§§ 56-69), Ciceró tracta la improbabilitat de la sospita d'enverinament de Clòdia per obra de Celi, després de la qual hi ha una digressió sobre la mort de Quint Cecili Metel Cèler, suposadament mort per la seva dona Clòdia. D'acord amb l'acusació, un tal P. Licini havia de subministrar el verí entre els esclaus de Clòdia, els quals van avisar-la i aquesta va decidir d'organitzar una trobada als banys de Sénia perquè l'enxampessin, però va escapar i ella va decidir d'alliberar-los. El tractament de Ciceró en aquesta part és un exemple de la seva versatilitat oratòria.

### Peroració (§§ 70-80)
El fet d'haver imputat Celi en virtut de la lex de vi resulta un tractament del tot indigne per a un jove d'un passat tan honrat. Juntament amb els §§ 9-12, es mostra la voluntat de Ciceró per presentar-lo davant del jurat amb un enfocament favorable.

## Resultat
El resultat del conflicte va ser l'absolució de Celi, ja que no se li podia aplicar la llei de vi, permetent que pogués continuar la seva carrera política; el respecte vers Ciceró i la desaparició de Clòdia de la societat romana.
L'únic càrrec en la seva contra era haver intentat enverinar Clòdia per no haver de restituir-li els diners que li havia deixat.

## Transmissió textual
El text del discurs pro Caelio ens ha arribat a partir de diferents manuscrits que, a través de les respectives famílies, descendeixen d’un volum molt antic i perdut, que es pot considerar l’arquetip, anomenat Ω, que contenia els nou discursos que Ciceró va pronunciar entre els anys 57 i 56 aC: Cum senatui gratias egit, Cum populo gratias egit, De domo sua, Pro Sestio, In Vatinium, De Provinciis Consularibus, De Haruspicum responsis, Pro Balbo i Pro Caelio.
El manuscrit A, que es pot considerar l'arquetip anterior a Ω, es va embrutar per les mans dels copistes i el seu text es va passar a les tres famílies dels còdexs que es coneixen:
- Primera família: està formada a partir del còdex Parisinus Latinus 7794 (P), que data de mitjan segle IX dC. És el còdex més antic i, per tant, el més fidel a l’arquetip.
- Segona família: els seus principals manuscrits són el Bruxellensis 5345, del segle xi, i el Berolinensis 252, del segle xii.
- Tercera família: el principal arquetip és l’Harleianus 4927 (H), que data de mitjan segle xii al centre de França, i vora els anys 1335-1338 va arribar a les mans de Petrarca, que es dedicava a la traducció.[8]